# Ildefonso Cebriano
Ildefonso Cebriano Regadera (Béjar, 19 de enero de 1892-Badalona, 27 de enero de 1973) fue un periodista y político español.

## Biografía

### Juventud
Nacido en Béjar (Salamanca), era hijo de Ildefonso Cebriano y Sandalia Regadera. Estudió en la Escuela Superior de Industria, obteniendo el título de perito electricista. Militó en la Juventud Católica de Béjar y en su localidad natal ejerció de rapsoda y de publicista católico, además de hacer sus pinitos como actor.
Alrededor de 1914 se trasladó a Barcelona para completar sus estudios. Allí se adhirió al carlismo. En 1915 era vocal de la Juventud del Centro Obrero Tradicionalista del Distrito II de Barcelona y en 1916 formaba parte de la junta del Centro Tradicionalista de San Gervasio. Participó en las campañas germanófilas de su partido durante la Primera Guerra Mundial y llegó a ser detenido por participar en altercados con aliadófilos.
Hacia 1920 empezó a trabajar en la empresa química Cros de Badalona, población en la que residió. Al producirse en 1919 la división en el partido tradicionalista entre jaimistas y mellistas, siguió a Vázquez de Mella en el Partido Católico Tradicionalista y dirigió en Badalona el periódico Monarquía Cristiana, portavoz del Círculo Tradicionalista El Loredán, ubicado en la misma ciudad. Formaba parte, junto con el clérigo José Montagut Roca, el terrateniente badalonense Ignacio de Ventós Mir y otros, de una sección de dicho círculo que reconoció la Junta Regional mellista encabezada por Teodoro de Mas y que trataría de articular un grupo de  poder con la Unión Monárquica Nacional (UMN).

### Dictadura de Primo de Rivera
Como el resto de los mellistas, apoyó el golpe de Estado del 13 de septiembre de 1923. Firme partidario de la dictadura de Primo de Rivera, ingresó en la Unión Monárquica Nacional y en enero de 1924 fue elegido vicepresidente del Círculo de Acción Monárquica de Badalona, adherido a la UMN. Con la ayuda del canónigo Montagut, puso en marcha ese año la segunda época de la revista Acción Monárquica, revista que se convirtió en el órgano de la Unión Patriótica de Badalona al integrarse la UMN de Badalona en el partido primorriverista en mayo de 1924. Paralelamente, ese año participó también en la creación de la Juventud de Acción Tradicionalista de Barcelona, de la que fue bibliotecario. Esta última organización, sin embargo, se disolvió en 1925 cuando un sector de ella cuestionó su colaboración con la dictadura. En julio de 1926 Cebriano participó en la organización de la visita a Badalona del dictador Miguel Primo de Rivera.
Además de su labor profesional, política y periodística, continuó sus estudios y en 1924 obtuvo el título de perito químico en la Escuela Industrial de Tarrasa.
En 1927 fundó el Círculo Social Tradicionalista de Badalona, inspirado en el anterior Círculo Social Tradicionalista de Barcelona que habían formado algunos mellistas escindidos del Círculo Católico Tradicionalista, mostrándose firmes partidarios de Miguel Primo de Rivera y de Alfonso XIII y haciendo gala de un españolismo sin fisuras. Cebriano era además socio del RCD Español, club por entonces vinculado al españolismo militante.

### Segunda República
En las elecciones municipales de 1931 se presentó como candidato independiente al Ayuntamiento de Badalona, sin éxito. Proclamada la Segunda República, en abril de 1932, el Círculo Social Tradicionalista que dirigía Ildefonso Cebriano ingresó en Comunión Tradicionalista reunificada y pasó a denominarse Círculo Tradicionalista del Distrito I, bajo la presidencia de un compañero suyo en la Cros, Florentino Vegas Latapié. El local fue clausurado por las autoridades republicanas en agosto de 1932 con motivo de la Sanjurjada y no pudo reabrir sus puertas hasta octubre. Ese mismo mes, en medio de la crisis interna que vivía el carlismo barcelonés, Cebriano y otros fueron expulsados de la Comunión Tradicionalista.
A mediados de 1933 Ramiro Ledesma contactó con él y decidieron colaborar. Cebriano atrajo a su nueva agrupación política, las Juntas de Ofensiva Nacional-Sindicalista (JONS), a otros antiguos tradicionalistas mellistas, como sus amigos José María Parés Esteban y Florentino Vegas Latapié, residentes ambos en Badalona, o el que fuera director del semanario carlista Reacción, José María Poblador, quien destacaría especialmente en la nueva formación. Este grupo puso en marcha en noviembre de ese año el semanario El Combate.
Ya en 1933 Ildefondo Cebriano escribió también algún artículo para la revista JONS de Madrid y formó parte del Consejo Nacional Jonsista presidido por Ledesma. Como consejero de esta agrupación, a principios de 1934 participó en una reunión celebrada en un ático de la Gran Vía de Madrid que acordó la fusión entre las JONS y la Falange Española de José Antonio Primo de Rivera.
En 1935 colaboró en el semanario ledesmista La Patria Libre y junto con otros ex-jonsistas, abandonó Falange Española de las JONS para cofundar en Barcelona el Partido Español Nacional Sindicalista. No obstante, junto a los demás integrantes de este grupúsculo, poco antes del inicio de la guerra civil reingresó en FE de las JONS.

### Franquismo
Apoyó el decreto de Unificación del general Franco en 1937 y años después presentaría a Ramiro Ledesma como un precursor de la unificación entre el tradicionalismo y el falangismo.
Nombrado en 1939 delegado local en Badalona de Prensa y Propaganda por el régimen de Franco, actuó en ocasiones en representación del jefe local del Movimiento, José María Parés Esteban, quien había sido su compañero en el tradicionalismo y en las JONS.
Colaboró como orador en organizaciones del régimen como el SEU o el Frente de Juventudes, donde dio conferencias sobre temas como la Hispanidad. En 1954 fue nombrado delegado comarcal de Información y Turismo.
Perteneció a la Vieja Guardia y en 1956 fue condecorado por el gobernador Felipe Acedo con la medalla de Cisneros.
Estuvo casado con Nieves Gallent, con quien tuvo al menos un hijo. Fue enterrado en el cementerio de Santo Cristo de Badalona.